# Vicente Conelli
Vicente Javier Conelli González (Santiago, Chile; 7 de enero de 2003) es un futbolista profesional chileno, se desempeña como delantero en Magallanes de la Primera B de Chile.

## Trayectoria
Vicente es canterano de la Unión Española, realizó su debut profesional el día 6 de febrero en la derrota 3-0 contra Club Universidad de Chile.
Su primer gol como profesional lo hizo el 23 de junio de 2021, en un encuentro contra Deportes Puerto Montt por la Copa Chile, Vicente marcó el 2 a 0 definitivo en el minuto 80, luego de varias ocasiones durante el partido. El día 6 de julio de 2021, Vicente Conelli firmó su primer contrato profesional que lo tendría vinculado al club Hispano hasta 2024.
El 14 de julio es presentado como nuevo jugador de Huachipato de la Primera División.

## Estadísticas
| Club                   | Div.             | Temporada        | Liga  | Liga  | Copas Nacionales | Copas Nacionales | Torneos Internacionales | Torneos Internacionales | Total | Total |
| Club                   | Div.             | Temporada        | Part. | Goles | Part.            | Goles            | Part.                   | Goles                   | Part. | Goles |
| ---------------------- | ---------------- | ---------------- | ----- | ----- | ---------------- | ---------------- | ----------------------- | ----------------------- | ----- | ----- |
| Unión Española · Chile | 1ª               | 2020             | 1     | 0     | —                | —                | —                       | —                       | 1     | 0     |
| Unión Española · Chile | 1ª               | 2021             | 11    | 0     | 7                | 2                | —                       | —                       | 18    | 2     |
| Unión Española · Chile | 1ª               | 2022             | 10    | 4     | 3                | 1                | 1                       | 0                       | 14    | 5     |
| Unión Española · Chile | 1ª               | 2023             | 11    | 1     | 1                | 0                | —                       | —                       | 12    | 1     |
| Unión Española · Chile | 1ª               | 2024             | 0     | 0     | 0                | 0                | —                       | —                       | 0     | 0     |
| Unión Española · Chile | Total club       | Total club       | 33    | 5     | 11               | 3                | 1                       | 0                       | 45    | 8     |
| Total en carrera       | Total en carrera | Total en carrera | 33    | 5     | 11               | 3                | 1                       | 0                       | 45    | 8     |
| 1. 2. 3.               |                  |                  |       |       |                  |                  |                         |                         |       |       |